# Решнёвка (Староконстантиновский район)
Решнёвка (укр. Решнівка) — село в Староконстантиновском районе Хмельницкой области Украины.
Население по переписи 2001 года составляло 571 человек. Почтовый индекс — 31133. Телефонный код — 3854. Код КОАТУУ — 6824286901.

## Местный совет
31133, Хмельницкая обл., Староконстантиновский р-н, с. Решнёвка, ул. Свердлова, 40